# تام پارکر (بازیکن فوتبال، زاده ۱۸۹۷)
تام پارکر (به انگلیسی: Tom Parker) زادهٔ ۱۹ نوامبر ۱۸۹۷ بازیکن فوتبال اهل انگلستان بود که سابقهٔ بازی در تیم ملی فوتبال انگلستان را در کارنامهٔ خود دارد. وی در تاریخ ۲۱ مه ۱۹۲۵ تنها بازی ملی خود را در مقابل تیم ملی فوتبال فرانسه انجام داد.